# Carles Subias
Carles Subias fou un mestre de capella català de finals del segle xvii i principis del segle XVIII, germà del també mestre de capella i compositor, més conegut, Jaume Subias. Va exercir de manera interina a la Seu de Manresa entre 1699 i 1701, data en què les queixes del capítol de canonges van fer que abandonés el càrrec. Es traslladà a Girona.